# Bistuenska biskupija
Bistuenska biskupija (lat. Bestoensis ecclesia) ranohrišćanska je biskupija na području nekadašnje rimske Dalmacije, na teritoriji današnje srednje Bosne i Hercegovine.
Istraživanja su pokazala da se na području nekadašnje rimske Dalmacije do održavanja Salonitanskog metropolitanskog sinoda 530. godine nalazilo devet ranohrišćanskih dijeceza: Salonitanska, Jadertinska, Arbenska, Epitaurska, Skardonitanska, Naronitanska, Bistuenska, Kataritanska te Senijenska. Tokom održavanja sinoda 533. godine utemeljene su još tri: Sarsenterska, Mukuritanska i Ludroenska. Sve su bile podređene jurisdikciji salonitanskog nadbiskupa. Tokom težih crkvenih sukoba u njih su se uključivali i pojedini dalmatinski biskupi (salonitanski, arbenski), zbog čega se dijelilo i njihovo sveštenstvo, odnosno cijepale njihove dijeceze.
Dokumenta Salonitanskih metropolitanskih sinoda je sapotpisao i bistuenski biskup Andrija (Andreas), koji je upoznao Sinod sa velikom oskudicom njegove dijeceze, koja se nije mogla brinuti o siromasima niti samu sebe uzdržavati. Andrija je 533. godine tražio da se njegova dijeceza razdijeli te da se postavi još jedan biskup za ona područja do kojih sam nije mogao doprijeti kako bi pastorizacija i skrb o sveštenstvu i puku koji mu je povjeren bili učinkovitiji. Iako je imao razumijevanja za njegovo traženje, salonitanski nadbiskup Honorije II (528—547), nije mu udovoljio odgodivši razdiobu za drugo vrijeme. Iz prijedloga biskupa Andrije da mu se razdijeli dijeceza proizilazi da se ona prostirala na velikim prostorima, odnosno da je u njenom sastavu bio najveći dio unutrašnjosti nekadašnje rimske Dalmacije.
Rimski municipijum u kojem se nalazila i istoimena biskupija istraživali su mnogobrojni naučnici. Do danas nema jedinstvenog stava o veličini municipijuma, njegovim granicama i ubikaciji jednog ili dva središta. 